# 1-Nonanol
1-Nonanol (kurz Nonanol) ist eine chemische Verbindung aus der Stoffgruppe der aliphatischen Alkohole. Neben dem 1-Nonanol existieren weitere Isomere, zum Beispiel das 2-Nonanol, 3-Nonanol, 4-Nonanol und 5-Nonanol.

## Vorkommen
1-Nonanol kommt natürlich häufig vor, so in Orangenöl, Grapefruit, Houttuynia cordata, Erdbeeren (Fragaria spp), Muskatellersalbei (Salvia sclarea), Telosma cordata und Ingwer (Zingiber officinale).

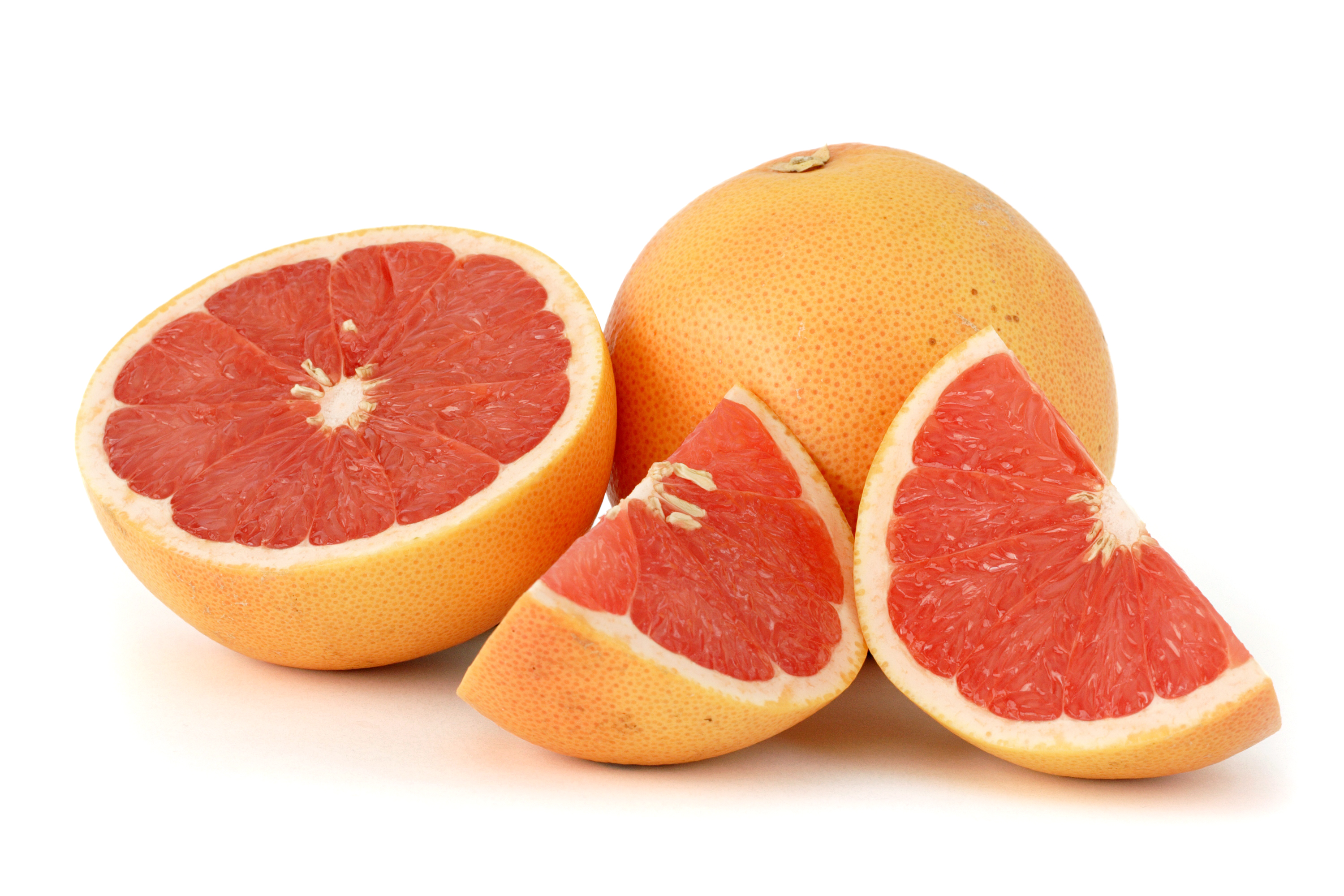
Grapefruit
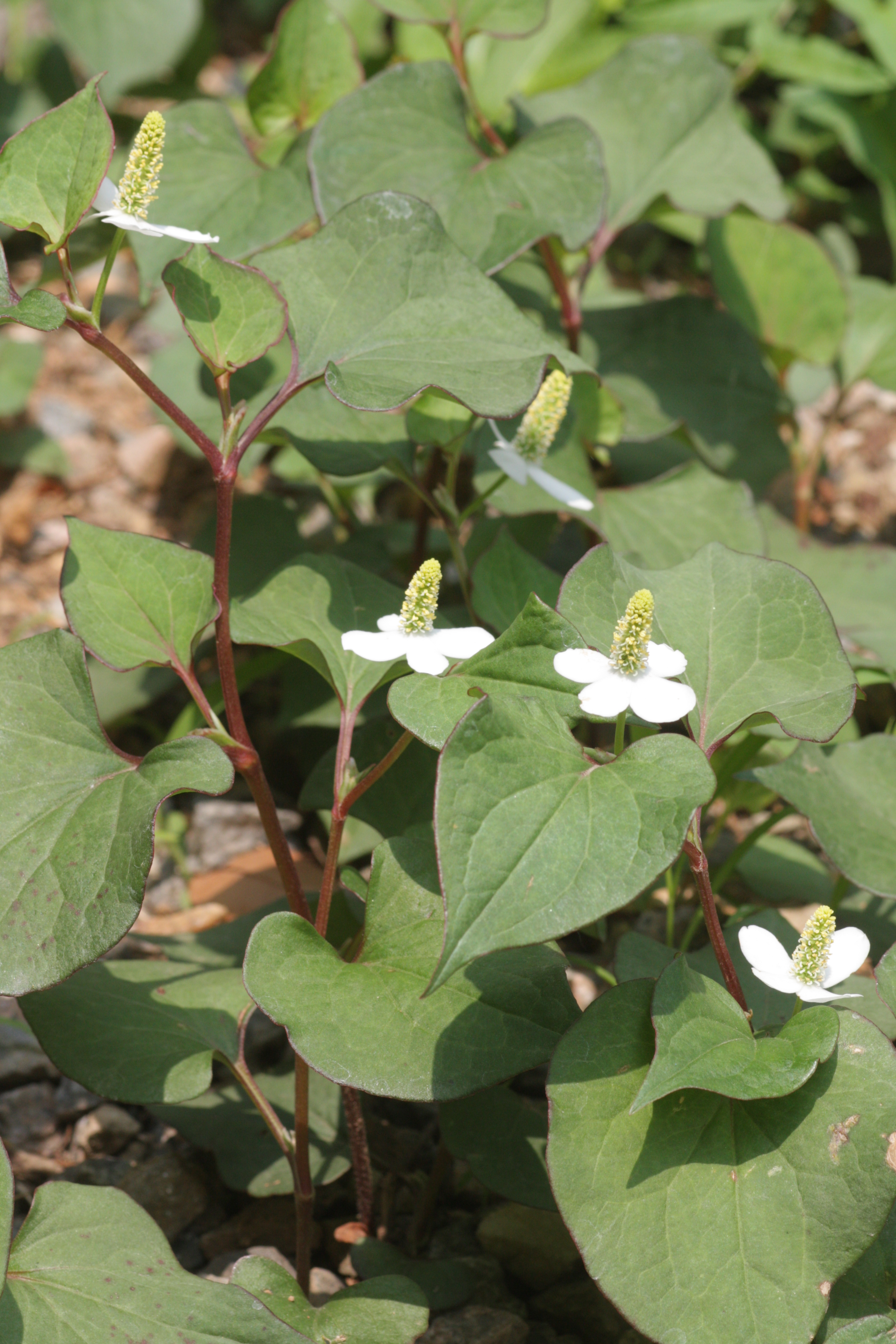
Houttuynia cordata
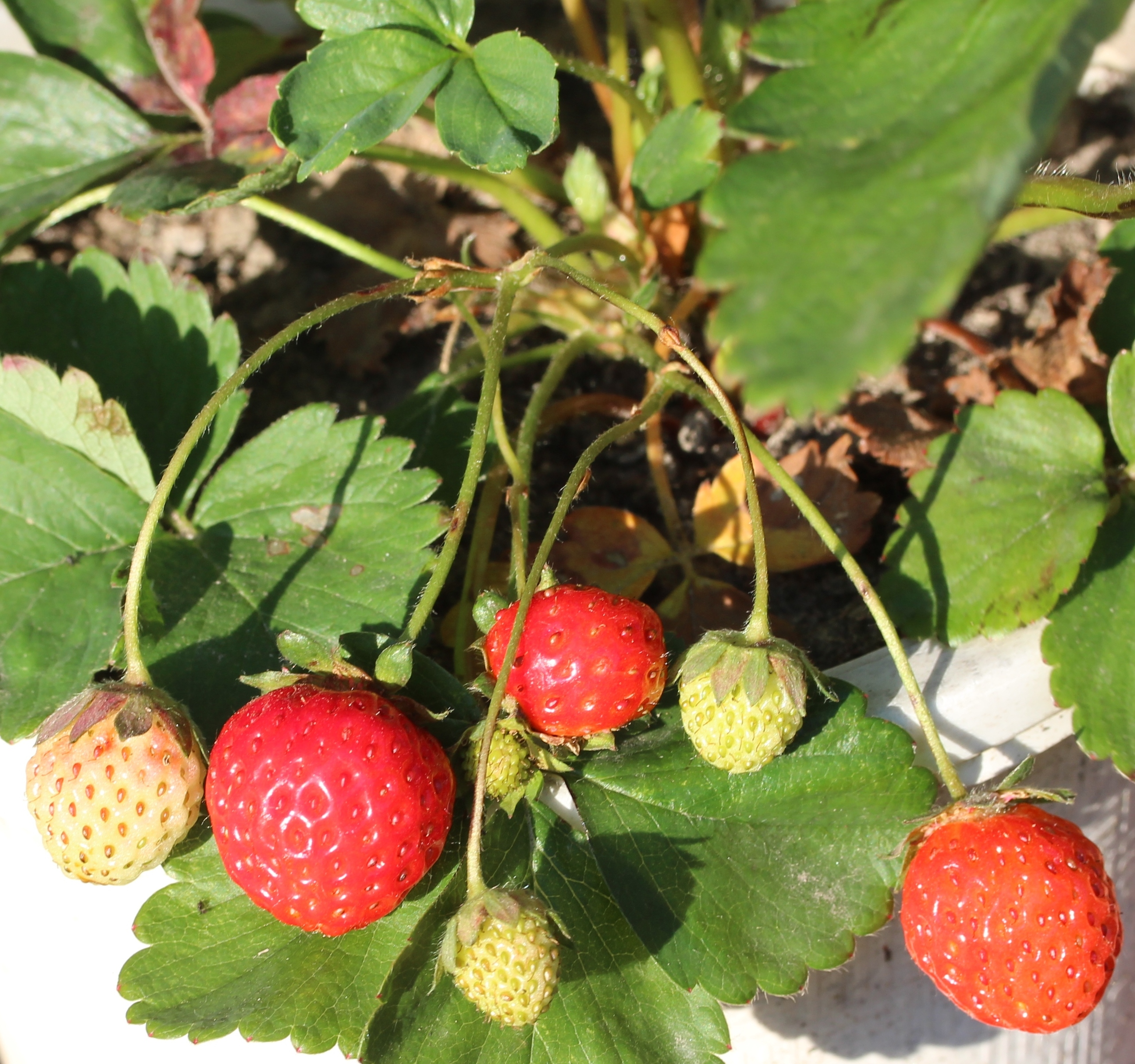
Erdbeeren
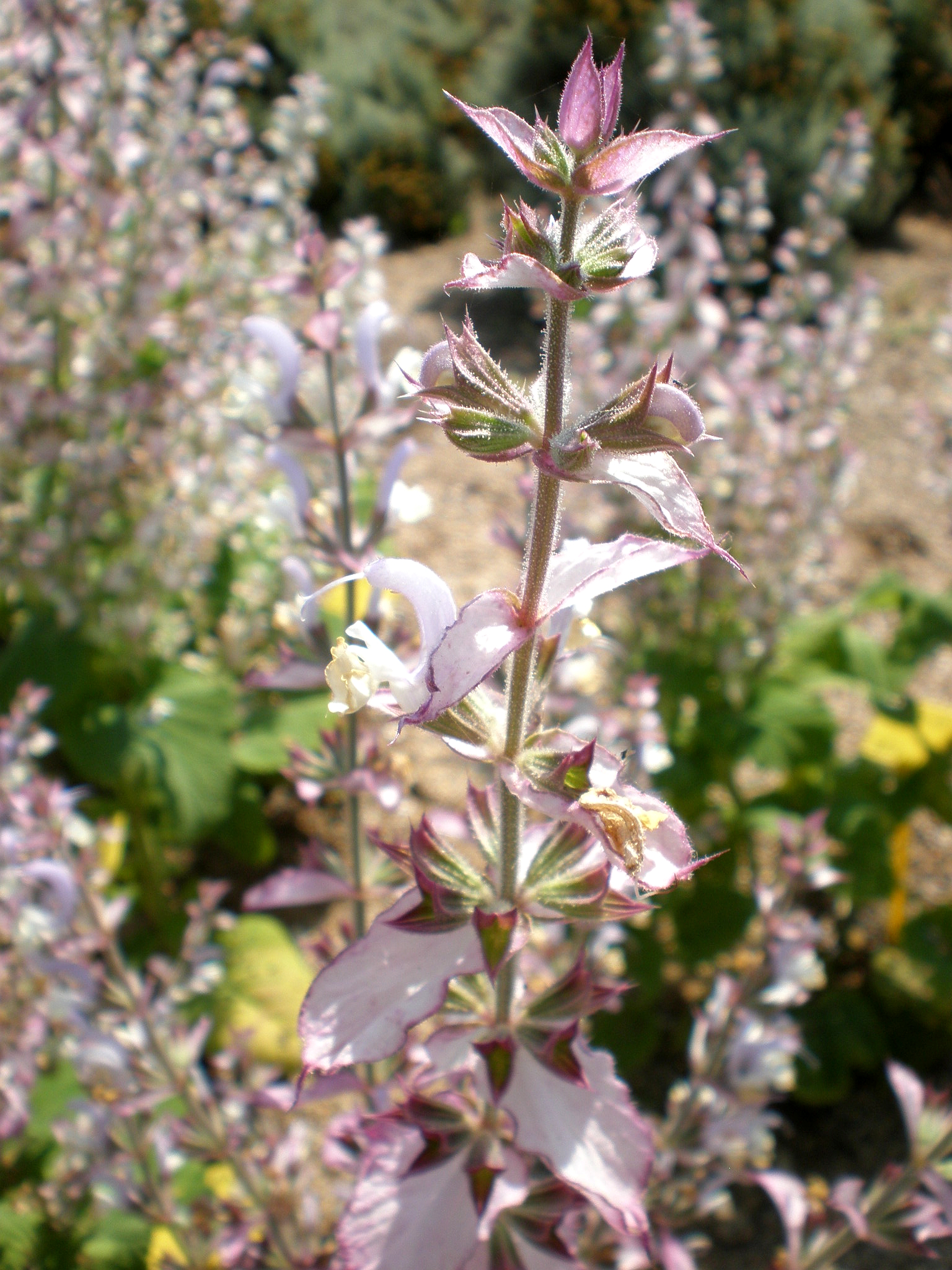
Muskateller-Salbei
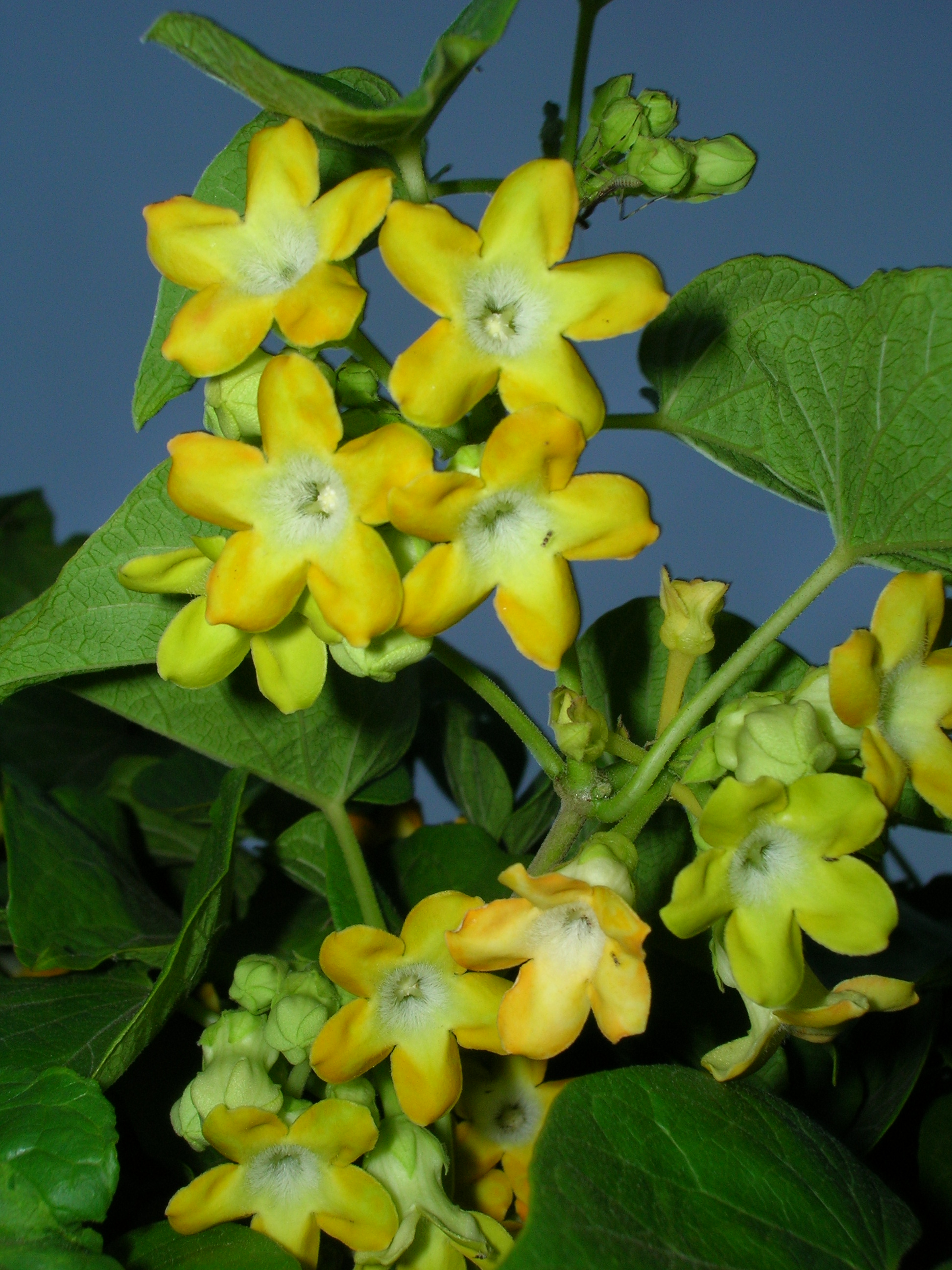
Telosma cordata

## Gewinnung und Darstellung
1-Nonanol kann durch Reduktion von Pelargonaldehyd (Nonanal) oder Pelargonsäureethylester gewonnen werden.

## Eigenschaften
1-Nonanol ist eine klare, farblose Flüssigkeit mit charakteristischem Geruch. Der Flammpunkt liegt bei 96 °C. Bei einer Temperatur von 260 °C entzündet sich die Verbindung selbst.

## Verwendung
1-Nonanol wird zu Estern weiterverarbeitet (z. B. Essigsäurenonylester), die als Duftstoffe (z. B. in Kölnisch Wasser, Seifen, Parfüms) eingesetzt werden. Die Verbindung selbst wird in Zahnpflegemitteln und zur Herstellung von künstlichem Zitronenöl (dafür wird das meiste Nonanol verbraucht) und Weichmachern verwendet.